# 王村镇 (井研县)
王村镇，是中华人民共和国四川省乐山市井研县下辖的一个乡镇级行政单位。2019年12月，撤销磨池镇，将其所属行政区域划归王村镇管辖。

## 行政区划
王村镇下辖以下地区：
王村街社区、杨家河村、集体村、永兴村、小桥子村、石坝村、五农村、长乐村、碑岩村、佛耳村、红专村、梅旺村和石塔村。